# Phantom (film, 2013)
Pour les articles homonymes, voir Phantom.
Pour plus de détails, voir Fiche technique et Distribution.
Phantom est un film américain de Todd Robinson avec Ed Harris et David Duchovny sorti en 2013.

## Synopsis
Le capitaine Dimitri "Demi" Zubov, ancien capitaine d'un sous-marin soviétique alcoolique et sujet à l'épilepsie, revient à peine d'une mission en mer qu'il est affecté à un sous-marin conventionnel lance-engin, le K-129, son ancien navire, dont c'est la dernière patrouille dans la marine soviétique avant sa revente à la marine chinoise. Au moment d'appareiller, une unité du KGB monte à bord avec le "Phantom", un dispositif expérimental qui permettra au K-129 de se faire passer pour n'importe quel autre navire. Mais il s'avère bien vite que les agents du KGB ont leur propre projet, qui risque de faire passer la Crise des missiles de Cuba pour une aimable plaisanterie...

## Fiche technique
- Titre original : Phantom
- Réalisation : Todd Robinson
- Scénario : Todd Robinson
- Direction artistique :
- Décors : Charlie Brownell
- Costumes : Sherrie Jordan
- Photographie : Byron Werner
- Montage : Terel Gibson
- Musique : Jeff Rona
- Production : Julian Adams, Pen Densham, John Watson

Producteurs délégués : Ricardo Costa Reis, Rui Costa Reis, Eliad Josephson, Todd Robinson
Coproducteur : Dennis Stuart Murphy
Producteur associé : Alex Daltas
- Sociétés de production : RCR Media Group, Trilogy Entertainment Group et Solar Filmworks
- Sociétés de distribution :  RCR Distribution,  Universal Pictures (vidéo)
- Budget : 18 000 000 $[1]
- Pays d'origine : États-Unis
- Langue originale : anglais
- Format : Couleurs – Son Dolby
- Genre : aventure, thriller
- Durée : 98 minutes
- Dates de sortie[2] :
  - États-Unis : 1er mars 2013
  - France : 20 août 2013[1] (vidéo)

## Distribution
- Ed Harris (V. F. : Patrick Floersheim) : Capitaine Dimitri "Demi" Zubov, commandant du K-129
- David Duchovny (V. F. : Georges Caudron) : Agent Bruni du KGB
- William Fichtner (V. F. : Éric Aubrahn) : Commandant Alex Kozlov, second du K-129
- Lance Henriksen (V. F. : Philippe Dumond) : Commodore Vladimir Markov
- Johnathon Schaech (V. F. : Damien Boisseau) : Commissaire Grégori Pavlov, officier politique du K-129
- Jason Beghe (V. F. : Jean-Jacques Nervest) : Dr Semak, médecin de bord du K-129
- Derek Magyar (V. F. : Stéphane Pouplard) : Agent Garin du KGB
- Jason Gray-Stanford (V. F. : Fabrice Josso) : Lieutenant Sasha, ingénieur du K-129
- Dagmara Domińczyk : Sophi Zubov
- Kip Pardue (V. F. : Damien Witecka) : Lieutenant Yanis, opérateur radio du K-129
- Julian Adams (V. F. : Jean Rieffel) : officier Bavenod, navigateur du K-129
- Sean Patrick Flanery (V. F. : Jean-Philippe Puymartin) : Lieutenant Tyrtov, officier missilier du K-129
- Jordan Bridges (V. F. : Alexis Victor) : opérateur du sonar
- Jacob Witkin (V. F. : Michel Ruhl) : prêtre
- Matt Bushell : sentinelle
- Daren Flam : Stepan

Source et légende : Version française (V. F.) sur RS Doublage et carton du doublage sur le DVD zone 2

## Autour du film
Bien que le générique d'ouverture du fil annonce un scénario "inspiré de faits réels", le scénario est totalement fictif, seule l'année et le lieu approximatif où se déroulent l'action évoquent le naufrage du K-129, qui demeure toujours partiellement inexpliqué en 2020. Le scénario se base sur une théorie complotiste américaine selon laquelle le K-129 a été le théâtre d'une mutinerie orchestrée par le KGB pour déclencher une 3ème Guerre mondiale. 
L'épilogue n'indique également rien d'authentique : le K-129 n'a jamais été renfloué (il repose par 4800m de fond et seule une partie de la proue a pu être remontée par les américains 6 ans après le naufrage), les missiles étaient tous présents dans l'épave et aucun survivant n'a été retrouvé.